# Siemens-Halske Sh 22
Il Siemens-Halske Sh 22, citato anche come SAM 22 o semplicemente Siemens Sh 22, era un motore aeronautico radiale a 9 cilindri raffreddato ad aria prodotto dall'azienda tedesca Siemens-Schuckertwerke negli anni trenta.
Sviluppo del britannico Bristol Jupiter, come gli altri motori della gamma l'azienda tedesca, che era controllata dalla Siemens-Halske AG, utilizzava il marchio dell'azienda madre. In seguito, a causa dello scorporo, nel 1936, della sezione motoristica e la fondazione della Brandenburgische Motorenwerke GmbH (Bramo), confluita a sua volta, nel 1939, nella BMW GmbH, continuò ad essere prodotto e sviluppato dalle due aziende con la denominazione RLM Bramo 322 ed in seguito BMW-Bramo 322.
In una sua versione intermedia, la Sh 22B (o SAM 22B), prodotta nei primi anni trenta era caratterizzata dall'adozione di un compressore centrifugo a singolo stadio e di un riduttore epicicloidale interposto al mozzo dell'elica. La potenza erogata di questa versione, grazie ai miglioramenti introdotti dalla Bramo, risultava di 660 PS (485 kW).

## Velivoli utilizzatori
Germania
- Dornier Do 11
- Dornier Do 19 (solo proposto)
- Fieseler Fi 98
- Heinkel He 46
- Heinkel He 50
- Henschel Hs 122
- Junkers W 34